# Сонгкултау
Сонгкултау (Сонкьолтоо, Сонкулски хребет) (на киргизки: Соңкөлтоо; на руски: Сонгкёльтау) е планински хребет във Вътрешен Тяншан, разположен на територията на Киргизстан (Наринска област). Простира се на протежение около 60 km, като дъгообразно загражда от североизток и север котловината на езерото Сонгкул и от югоизток Джумгалската котловина. На югозапад чрез прохода Каракичи (3364 m) се свързва с хребета Молдотау, а на изток чрез прохода Калман Ашуу (3446 m) – с хребета Байдули. Максимална височина 3856 m, (41°45′54″ с. ш. 74°51′57″ и. д. / 41.765° с. ш. 74.865833° и. д.), разположена в югозападната му част, на север от прохода Каракичи. Изграден е основно от варовици. Явява се вододел между водосборните басейни на реките Нарин на юг, запад и северозапад и Чу на североизток. На юг се спускат малки, къси и бурни потоци към езерото Сонгкул, от северния му склон води началото си река Джумгал, а на изток тече река Тьолек (двете от басейна на Нарин). Северните му склонове и билните му части са заети от алпийски пасища, а южните – от субалпийски ливадни степи и типични степи.

## Топографска карта
- К-43-В М 1:500000[2]
- К-43-Г М 1:500000[3]